# Sofijska deklaracija (1929.)
Sofijska deklaracija (bug. Софийска декларация) dokument je koji su 1929. godine u Sofiji, glavnom gradu Bugarske, potpisali hrvatski ustaški čelnici Ante Pavelić, osnivač UHRO-a (Ustaša – hrvatska revolucionarna organizacija), i Gustav Perčec s predstavnicima makedonskog nacionalnog odbora saveza makedonskih emigrantskih organizacija Makedonskih Bugara, koji u praksi predstavlja unutarnju makedonsku revolucionarnu organizaciju. Dokument je potpisan u cilju zajedničkog djelovanja Hrvata i Makedonskih Bugara na rušenju Jugoslavije. Konkretan rezultat toga sporazuma je Atentat u Marseilleu i ubojstvo kralja Aleksandra u listopadu 1934. godine.[tko kaže?]

## Pozadina
Dana 6. siječnja 1929. kralj Aleksandar Karađorđević u Jugoslaviji uvodi Šestosiječanjsku diktaturu. U to vrijeme Ante Pavelić je zastupnik u skupštini u Beogradu, i zajedno s Antom Trumbićem čini hrvatski blok unutar jugoslavenske skupštine. Nakon uspostave diktatorskog režima u Kraljevini Jugoslaviji 6. siječnja 1929. od strane nesklonog demokraciji, Aleksandra Karađorđevića koji ukazom ukida sve političke stranke te time najavljuje daljnji progon Hrvata i njihovih prava, vođa Hrvatske pravaške stranke prava Ante Pavelić u noći s 19. na 20. siječnja biva prisiljen pobjeći iz zemlje. Iz Jugoslavije Pavelić odlazi prvo u u Austriju, Beč, gdje nastavlja rad na stvaranju hrvatske revolucionarne ustaške organizacije, službeno osnovane 7. siječnja koja se borila za neovisnost Hrvatske. U ožujku 1929. Ustaše su započele protujugoslavensko djelovanje ubojstvom Tonyja Schlegela , protujugoslavenskog novinara, urednika zagrebačkih novina "Novosti". Pavelić ubrzo odlazi u Mađarsku te ubrzo nakon toga u Bugarsku gdje Pavelić prelazi na suradnju s bugarskom unutarnjom makedonskom revolucionarnom organizacijom koja također vodi borbu protiv jugoslavenskog diktatorskog režima kralja Aleksandra Karađorđevića u Makedoniji. Obje su strane odlučile da će zajedničko djelovanje i suradnja pozitivno utjecati na zajedničke interese. Naposljetku dolazi u Bugarsku.

## Dolazak Pavelića u Bugarsku i potpisivanje deklaracije
U noći 19. travnja 1929. Ante Pavelić i Gustav Perčec stižu u Sofiju, glavni grad Bugarske gdje ih osobno dočekuje Vančo Mihajlov vođa dijela VMRO-a (Vnutarnje makedonske revolucionarne organizacije). U zemlji im je makedonska emigracija priredila spektakularan doček s nekoliko tisuća ljudi.
Ubrzo potpisuju dokument o zajedničkom djelovanju u dokumentu se navodi da će dvije organizacije koordinirati svoje protujugoslavenske aktivnosti. Nakon potpisivanja Sofijske deklaracije Paveliću i Perčecu u Kraljevini Srba, Hrvata i Slovenaca izdana je smrtna presuda, a odnosi jugoslavenskog diktatorskog režima s Bugarskom znatno su se pogoršali. U tekstu dokumenta navodi se sljedeće:
| „ | „Prigodom bratskog pohoda hrvatskog zamjenika dr. Ante Pavelića i gradskog vijećnika hrvatskog glavnog grada Zagreba Gustava Perčeca u Nacionalnom odboru Makedonske emigrantske organizacije u Bugarskoj, obje su strane konstatirale da je nemogući beogradski režim nametnut Hrvatskoj i Makedoniji podjednako potaknuo i jedne i druge na legalno djelovanje za borbu za ljudska i narodna prava, političku slobodu i punu nezavisnost Hrvatske i Makedonije. Istovremeno su obje strane izjavile da će ubuduće svim svojim snagama raditi na ostvarenju ovih ideala oba sestrinska naroda | ” |
| — Potpisnici: Ustaška organizacija – Ante Pavelić i Gustav Perčec, Makedonski nacionalni komitet – Konstantin Stanišev i Lazar Kiselinčev. Sofija, Bugarska, 20. travnja 1929. | |   |

## Reakcije
Deklaracija je bila široko popraćena u europskom tisku. Srbijanske novine u Beogradu pune su ljutitih članaka koji optužuju vladu bugarskog premijera Andreja Ljepčeva za suučesništvo jer nije spriječila sastanak. Kraljevina Jugoslavija oštro je reagirala i izrekla smrtne presude Paveliću i Perčecu. Beograd okrivljuje Bugarsku, a bugarska vlada daje jamstva Jugoslaviji da je makedonska emigracija, a ne bugarska, pozdravila Hrvate, te se izražava žaljenje zbog uvredljivih riječi upućenih beogradskoj vladi.

## Suđenje i presuda u odsustvu
Jugoslavenski velikosrpski izvanredni “Sud za zaštitu države” u Beogradu osudio je 17. srpnja 1929. hrvatske potpisnike Antu Pavelića i Gustava Perčeca u odsutnosti na smrt. Presudom im je stavljeno na teret:
1. Odgovorili su na pozdravni govor […] govorima na željezničkom kolodvoru u Sofiji pred mnoštvom, a posebno pred većom skupinom makedonskih emigranata. […]
2. Držali su protudržavne govore na banketu održanom u njihovu čast u Sofiji.
3. dr Ante Pavelić pristao je na suradnju u izdvajanju Hrvatske i Makedonije iz jugoslavenske države, [...] čime je počinio kaznena djela iz članka I. točke 1. i 2. Zakona o zaštiti javne sigurnosti i poretka u države, tada su proglašeni krivima za kazneno djelo prema člancima IV i V istog zakona i stoga osuđeni na smrt prema člancima 68 i 69 srpskog Kaznenog zakona.